# Американський водяний спанієль
 Американський водяний спанієль — порода мисливських собак.

## Загальний вигляд
Активні, м’язисті, витривалі собаки зростом від 38 до 45 см, вагою від 13 до 20 кг. У них широка, велика голова, виражений перехід від лоба до прямокутної середньої довжини морди. Зуби прямі, ніздрі дуже добре розвинені. Очі горіхового або каштанового кольору, погляд розумний (жовті очі вважаються серйозним дефектом). Вуха широкі та довгі.  Тіло добре розвинене, з міцними кінцівками. Шерстяний покрив складається з товстих, щільних завитків, проте сам волос не грубий. Така шерсть захищає собаку від вологи та колючок. Забарвлення печінкове або темно-шоколадне (допускається трохи білого на грудях і лапах). Дуже доброзичливий собака, його поведінка і постава відображають розум, силу і витривалість.
Голова. Череп помірної довжини, досить широкий і округлий, з неглибоким переходом до морди. Лоб покритий гладкою шерстю, без чубка або шапочки. Морда середньої довжини, прямокутна — негостра; щелепи сильні та досить довгі, з нормальним прикусом; зуби рівні, гарної форми. Мочка носа досить широка, з відкритими ніздрями.
Хвіст. Хвіст середньої довжини, злегка заломлений; звужений до кінця, тримається дещо нижче лінії спини; повністю покритий шерстю; постійно в русі.
Кінцівки. Пропорційні росту собаки. Лапи в грудці, на товстих подушечках.

## Історія породи
Точне походження цієї породи невідоме, але в 18 сторіччі американський водяний спанієль уже використовувався як мисливський собака на заході США, особливо у Вісконсині і Міннесоті.
Ймовірно, американський водяний спанієль був виведений шляхом схрещування ірландського водного спанієля і кучерявошерстого ретривера. Можливе доповнення інших, більш ранніх, порід спанієлів.
Вперше про появу нової породи в 1920 р. заявив д-р Пфейфер. У її створенні та вдосконаленні брав велику участь Віт Бойкін з Південної Кароліни, США, на честь якого цього спанієля часто називають Бойкін-спанієль. У 1930 р. був створений клуб любителів американських спанієлів, очолюваний Дж. Шофілд. Після цього порода почала інтенсивно розвиватися і вдосконалюватися, і в 1940 р. вона була офіційно визнана Американським клубом собаківництва, який затвердив її стандарт. Порода була визнана Американським клубом собаківництва в 1940 році. Ця порода мало відома за межами своєї батьківщини.

## Характер собаки
Приязна, розумна, смілива, витривала, врівноважена собака — американський водяний спанієль легко піддається дресуванню.

## Характеристика і використання
Американський водяний спанієль — прекрасний мисливець, з великим завзяттям виконує свої обов'язки, дуже любить воду. Під час полювання він точно визначає місце, куди впала та чи інша підстрелена дичина, після чого працює зосереджено до тих пір, поки не принесе своєму господареві всіх птахів до єдиного. Незалежно від виду дичини він швидко знаходить її завдяки своєму відмінному нюху і приносить мисливцеві, не заподіявши їй шкоди. Американський водяний спанієль відмінно плаває, використовуючи при цьому свій хвіст як кермо. Пес не пропустить жодного птаха. Він може також лякати дичину і виганяти її з води.